# جیمز هنری لی هانت

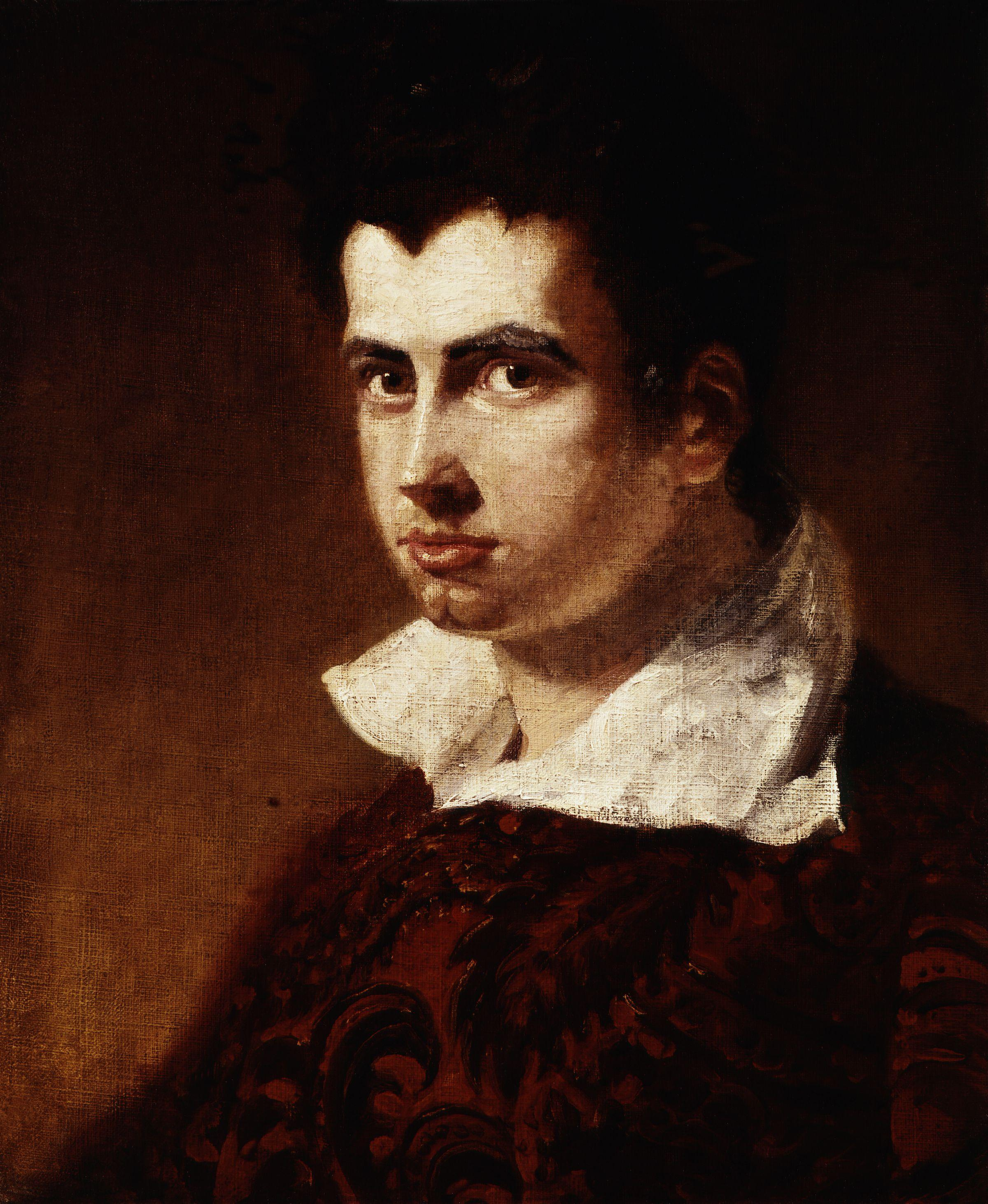
لی هانت

جیمز هنری لی هانت (به انگلیسی: James Henry Leigh Hunt) (زاده ۱۹ اکتبر ۱۷۸۴ - درگذشته ۲۸ آگوست ۱۸۵۹) منتقد، مقاله نویس، شاعر و نویسنده انگلیسی بود. او را بیشتر با نام لی هانت می‌شناسند.